# Francesco Guarino
Francesco Guarino (... – Debrecen, gennaio 1971) è stato un politico italiano.
Di professione avvocato, militò politicamente nelle file della Democrazia Cristiana e fu uno dei principali dirigenti delle Acli del Sassarese. Fu per molti anni consigliere comunale a Sassari e venne eletto sindaco della città nel 1968. Morì ancora in carica nel gennaio 1971, all'età di quarantanove anni, mentre si trovava a Debrecen, città ungherese dove si era recato in accompagnamento del gruppo corale Canepa, dopo diciotto giorni di ricovero ospedaliero in seguito ad arresto cardiaco.